# Ла-Ферте-Мілон
Ла-Ферте́-Міло́н (фр. La Ferté-Milon) — муніципалітет у Франції, у регіоні О-де-Франс, департамент Ена. Населення — 2047 осіб (01.01.2021).
Муніципалітет розташований на відстані близько 70 км на північний схід від Парижа, 100 км на південний схід від Ам'єна, 60 км на південний захід від Лана.

## Демографія
Динаміка населення (INSEE ):
Розподіл населення за віком та статтю (2006):

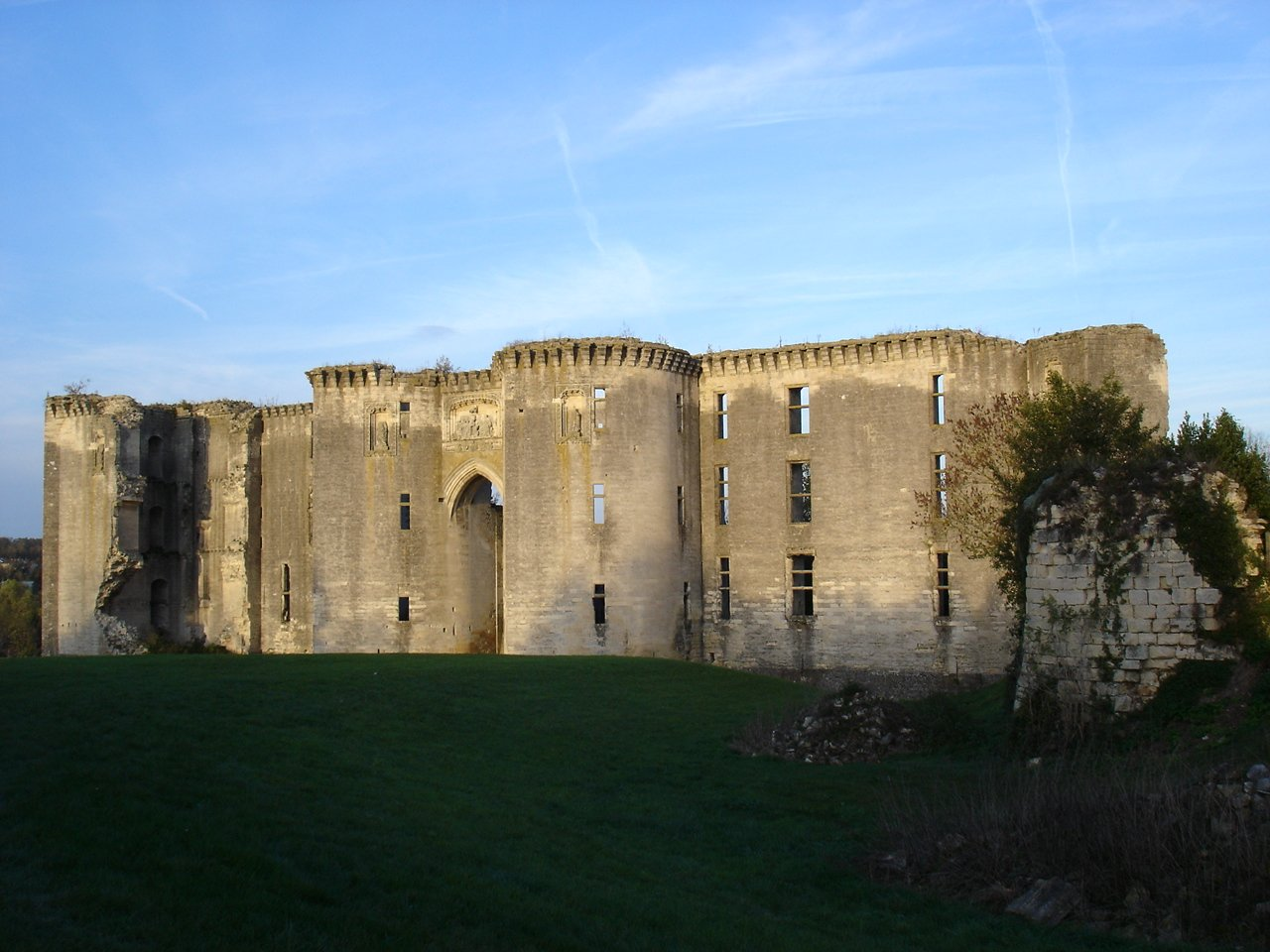
Замок Ла-Ферте-Мілон

| Стать | Всього | До 15 років | 15-24 | 25-44 | 45-64 | 65-85 | Понад 85 |
| --- | ------ | ----------- | ----- | ----- | ----- | ----- | -------- |
| Чоловіки | 1132   | 221         | 165   | 309   | 297   | 128   | 12       |
| Жінки | 1174   | 192         | 164   | 262   | 340   | 176   | 40       |
| \| Статево-вікова піраміда \| Статево-вікова піраміда \| Статево-вікова піраміда \| \| ----------------------- \| ----------------------- \| ----------------------- \| \| Чоловіки \| Вік \| Жінки \| \| 12 \| 85 + \| 40 \| \| 40 \| 80-84 \| 60 \| \| 12 \| 75-79 \| 40 \| \| 36 \| 70-74 \| 44 \| \| 40 \| 65-69 \| 32 \| \| 56 \| 60-64 \| 48 \| \| 89 \| 55-59 \| 104 \| \| 100 \| 50-54 \| 108 \| \| 52 \| 45-49 \| 80 \| \| 84 \| 40-44 \| 73 \| \| 53 \| 35-39 \| 41 \| \| 96 \| 30-34 \| 68 \| \| 76 \| 25-29 \| 80 \| \| 76 \| 20-24 \| 72 \| \| 89 \| 15-20 \| 92 \| \| 61 \| 10-14 \| 96 \| \| 80 \| 5-9 \| 32 \| \| 80 \| 0-4 \| 64 \| |        |             |       |       |       |       |          |
| Статево-вікова піраміда |        |             |       |       |       |       |          |
| Чоловіки | Вік    | Жінки       |       |       |       |       |          |
| 12 | 85 +   | 40          |       |       |       |       |          |
| 40 | 80-84  | 60          |       |       |       |       |          |
| 12 | 75-79  | 40          |       |       |       |       |          |
| 36 | 70-74  | 44          |       |       |       |       |          |
| 40 | 65-69  | 32          |       |       |       |       |          |
| 56 | 60-64  | 48          |       |       |       |       |          |
| 89 | 55-59  | 104         |       |       |       |       |          |
| 100 | 50-54  | 108         |       |       |       |       |          |
| 52 | 45-49  | 80          |       |       |       |       |          |
| 84 | 40-44  | 73          |       |       |       |       |          |
| 53 | 35-39  | 41          |       |       |       |       |          |
| 96 | 30-34  | 68          |       |       |       |       |          |
| 76 | 25-29  | 80          |       |       |       |       |          |
| 76 | 20-24  | 72          |       |       |       |       |          |
| 89 | 15-20  | 92          |       |       |       |       |          |
| 61 | 10-14  | 96          |       |       |       |       |          |
| 80 | 5-9    | 32          |       |       |       |       |          |
| 80 | 0-4    | 64          |       |       |       |       |          |

## Замок Ла-Ферте-Мілон
Замок Ла-Ферте-Мілон являє собою середньовічні руїни, розташовані у французькому департаменті Ена. Принц Луї Орлеанський, який почав будівництво палацу в кінці XIV століття, був убитий в 1407, і в тому ж році будівництво замку зупинилося.
Відновити проєкт Луї Орлеанського так ніхто і не наважився. Однак збереглися руїни, що наочно демонструють палацову архітектуру XV століття.

## Економіка
2010 року серед 1453 осіб працездатного віку (15—64 років) 1048 були активними, 405 — неактивними (показник активності 72,1%, у 1999 році було 70,6%). З 1048 активних мешканців працювало 915 осіб (494 чоловіки та 421 жінка), безробітними було 133 (72 чоловіки та 61 жінка). Серед 405 неактивних 139 осіб було учнями чи студентами, 126 — пенсіонерами, 140 були неактивними з інших причин.

Станом на 2010 рік в муніципалітеті нараховувалось 892 оподатковані домогосподарства, у яких проживали 2173,5 особи, медіана доходів виносила 17 989 євро на одного особоспоживача

## Персоналії
- Жан Расін (1639—1699) — французький драматург.